# ヨハン・ルートヴィヒ・アベルリ
ヨハン・ルートヴィヒ・アベルリ（Johann Ludwig Aberli、1723年11月14日 -  1786年10月17日）はスイスの画家、版画家である。ベルンで版画工房を開き、風景版画などを出版した。

## 略歴
スイス・チューリヒ州のヴィンタートゥールの貧しい守衛の息子に生まれた。短期間の学校生活の後、ハインリヒ・マイヤーという地元の風景画家の弟子なった。マイヤーのとりなしによって、18歳になった1741年に、アベルリはベルンにあるヨハン・グリム（Johann Grimm: 1675-1747）の経営する絵画学校に入学できた。美術学校で学びながら肖像画や装飾画を描く仕事もした。
1740年代は画家のブリックマン（Philipp Hieronymus Brinckmann: 1709-1760）とベルナー・オーバーラントなどを旅しって風景画を描いた。1747年に結婚し
娘が生まれたが早逝した。1747年にヨハン・グリムが亡くなった後、彼の美術学校の運営を引き継いだ。美術学校の生徒とレマン湖やビール湖、ヌシャテル湖に写生旅行した。
1750年代に入ると、自らのスタジオと出版会社を作り、自分の版画作品の出版を始めた。弟子に版画を教え、アドリアン・ツィング（1734-1816）を版画家として雇った。アベルリが育てた版画家にはサミュエル・ヒエロニムス・グリム（Samuel Hieronymus Grimm: 1733-1794）がいる。1759年に2人の弟子とパリに出て、7週間滞在し、パリの美術品を鑑賞し、パリで人気のあった版画家のヨハン・ゲオルク・ヴィレ（1715-1808）の仕事を知った。
パリから戻ると、ベルンに版画や美術品の販売店を開き成功し、美術品コレクションを構築し、多くの美術家や文学者、学者らと交際するようになった。学者のアルブレヒト・フォン・ハラーやヨハン・ヤーコプ・ボードマー、ヨハン・ブライティンガー（Johann Jakob Breitinger）らとも交流した。
多色版画の新しい技法も開発した。1779年に、ヨハン・ヴォルフガング・フォン・ゲーテがスイスへの2度目の旅をした時、ゲーテはアベルリを訪ねた。
ベルンで62歳で亡くなった。アベルリの事業は、助手を務めた画家のハインリッヒ・リーター（Heinrich Rieter: 1751-1818）が引き継いだ。

## 作品

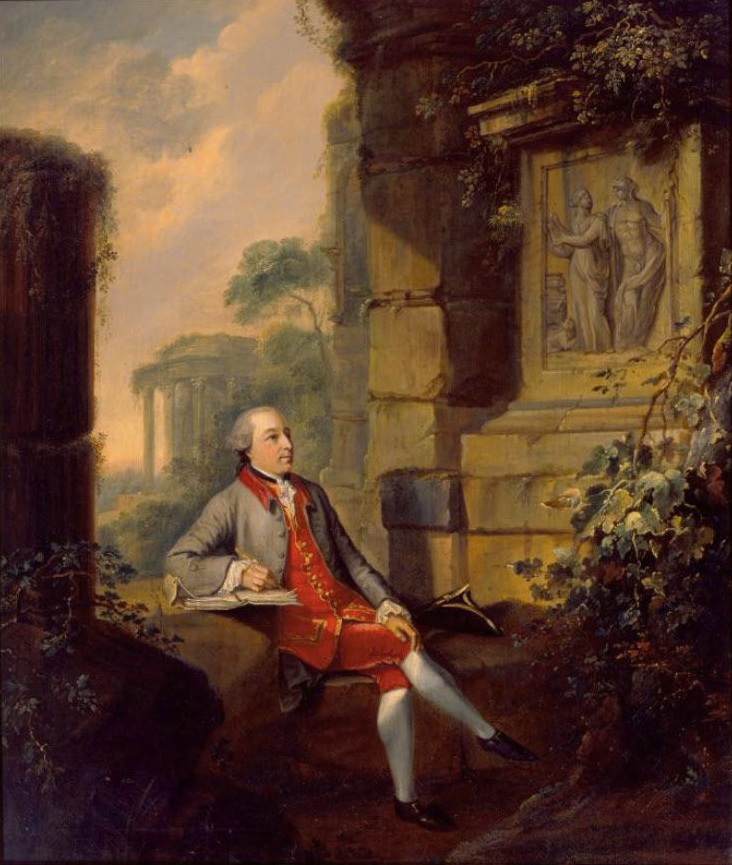
建築家 Erasmus Ritter の肖像画 Burgerbibliothek Bern
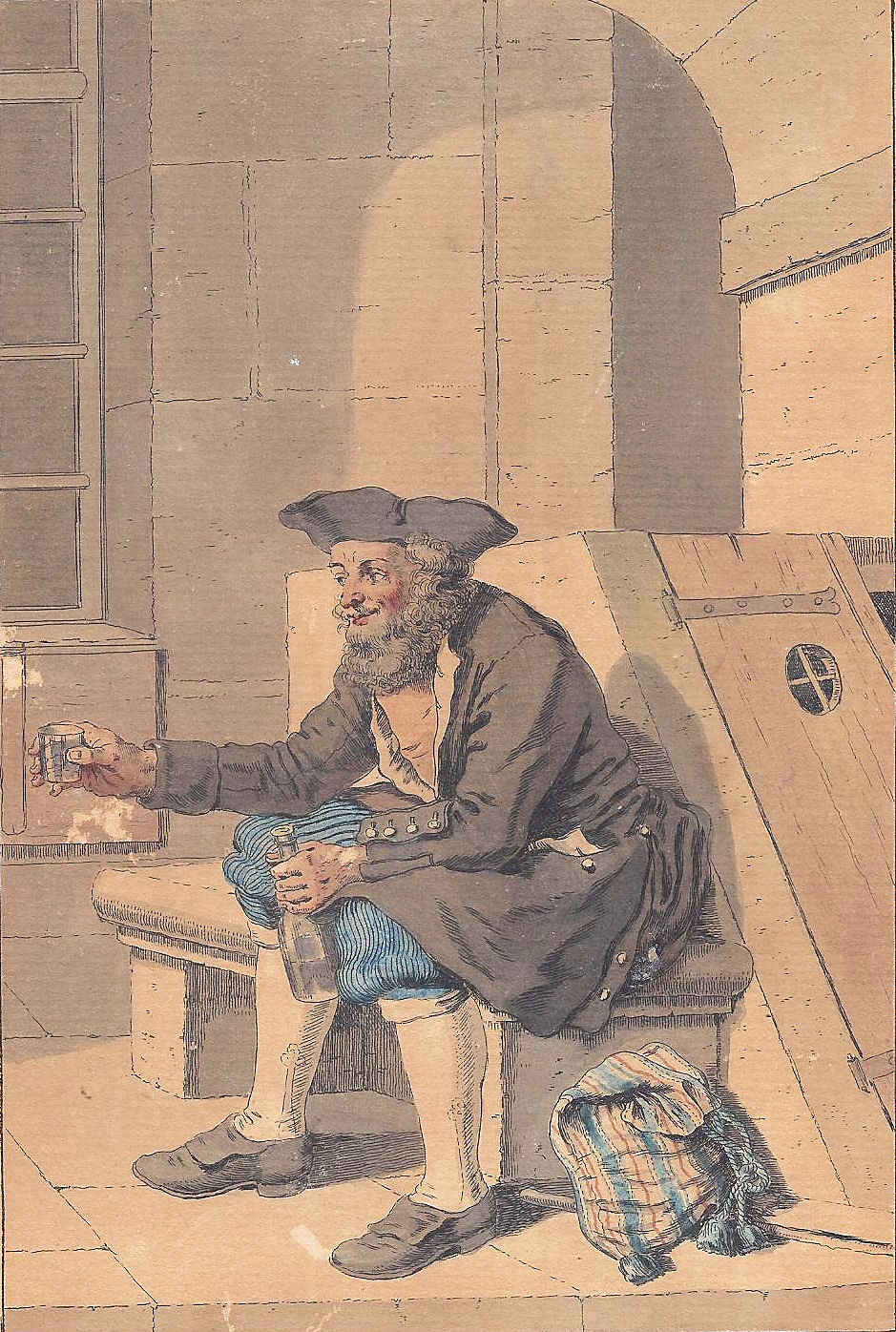
ベルンの農民
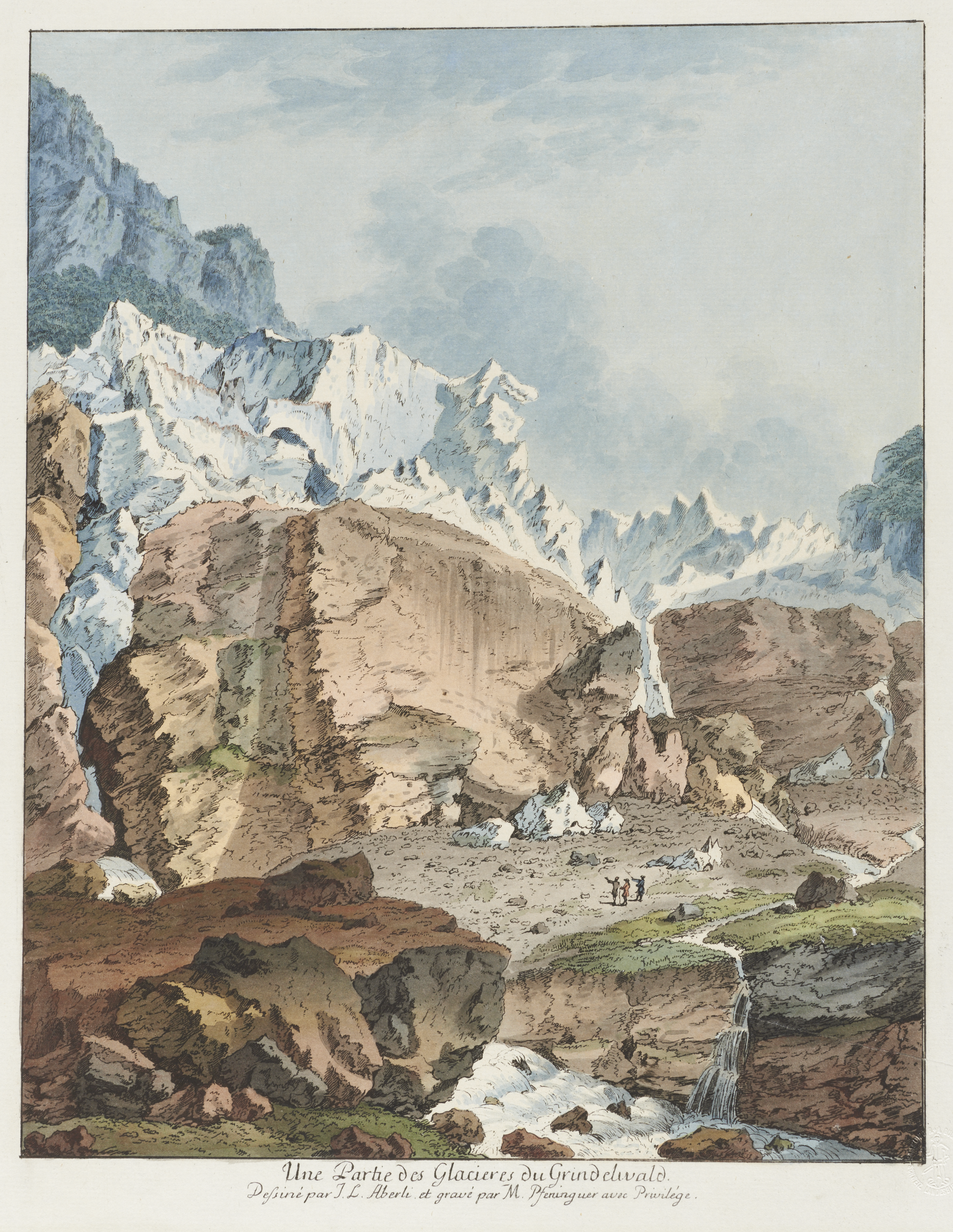
グリンデルヴァルトの風景
シュタウブバッハの滝 (1768)

スイスの家（水彩画）
スイスの湖V（水彩画）
ヴィンミスの風景 (多色版画)